# Calycidium
Calycidium är ett släkte av lavar. Calycidium ingår i familjen Calycidiaceae, ordningen Lecanorales, klassen Lecanoromycetes, divisionen sporsäcksvampar och riket svampar.
| Calycidium | \| \| Calycidium cuneatum \| \| \| \| \| \| Calycidium polycarpum \| \| \| \| |
|            | \| \| Calycidium cuneatum \| \| \| \| \| \| Calycidium polycarpum \| \| \| \| |
|            | Calycidium cuneatum                                                           |
|            |                                                                               |
|            | Calycidium polycarpum                                                         |
|            |                                                                               |

|  | Calycidium cuneatum   |
|  |                       |
|  | Calycidium polycarpum |
|  |                       |